# Apple Park
Apple Park (также известный как Apple Campus 2) — действующая штаб-квартира компании Apple в Купертино, Калифорния, построенная взамен бывшей штаб-квартиры Apple Campus (1993—2017).
Офис занимает 71 гектар. Только в одном круговом четырёхэтажном здании площадью 260 000 м² работает более 12 000 работников. Стив Джобс хотел, чтобы кампус был больше похож на заказник, чем на офис. Поэтому восемьдесят процентов территории покрывают зелёные насаждения. 

## История

Сравнение размеров некоторых крупных судов и зданий: Queen Mary 2 — 345 м USS Энтерпрайз (CVN-65) — 342 м Гинденбург — 245 м Ямато — 263 м Эмпайр-стейт-билдинг — 443 м Knock Nevis — 458 м Пентагон — 431 м

Когда Джобсу было тринадцать, он нашел в телефонном справочнике номер Билла Хьюлетта, позвонил ему, чтобы добыть нужную ему деталь для частотомера, который пытался сконструировать, и в итоге получил предложение поработать летом в инструментальном отделе компании Hewlett-Packard. В том же году HP купила участок земли в Купертино, чтобы расширить вычислительный отдел. Стив Возняк пошел туда работать, и именно там по ночам он проектировал компьютеры Apple 1 и Apple 2. Когда в 2010 году компания HP решила съехать из своего офиса в Купертино, который располагался всего в миле к востоку от One Infinite Loop, штаб-квартиры Apple, Стив купил его вместе с прилегающими землями. Закупки необходимых прав собственности на землю были сделаны через компанию Hines Interests, чтобы не раскрывать имя конечного покупателя (Apple) продавцу земли. Филипп Махони (Philip Mahoney), партнёр по коммерческой недвижимости, заметил, что это обычная практика при покупке смежных земельных участков для сокрытия планов компании перед конкурентами. Среди продавцов недвижимости были: SummerHill Homes (участок площадью 3,2 гектара) и Hewlett-Packard (три здания их кампуса в Купертино).
До апреля 2008 года Apple не смогла собрать все необходимые разрешительные документы для начала строительства, поэтому было решено, что проект не будет готов к 2010 году, как изначально планировалось. В ноябре 2010 газета Mercury News опубликовала сведения о том, что Apple дополнительно купила 40 гектаров неиспользуемой земли у HP Inc. Эти земли использовались под кампус HP в Купертино до переезда в Пало-Алто.
Джобс восхищался тем, как Хьюлетт и Паккард построили долговечную компанию, и гордился тем, что сделал то же самое с Apple. Теперь ему хотелось построить образцовую штаб-квартиру, что-нибудь такое, чего не было ни у одной технологической компании на Западном побережье. В итоге он увеличил участок до 150 акров (приблизительно 61 гектар), большую часть которых во времена его детства покрывали абрикосовые сады, и с головой погрузился в проект, который должен был стать его наследием и где сочетались бы его страстное отношение к дизайну и созданию жизнестойкой компании. «Я хочу оставить штаб-квартиру, которая несла бы на себе мою личную печать и служила воплощением ценностей компании на протяжении нескольких поколений», — сказал он.
Стив Джобс нанял лучшую, на свой взгляд, архитектурную фирму — фирму сэра Нормана Фостера, на счету которой были восстановленный рейхстаг в Берлине и небоскреб Сент-Мэри Экс, 30 в Лондоне. Как и следовало ожидать, Джобс принял настолько активное участие в разработке общей концепции и деталей, что окончательно согласовать дизайн оказалось почти невозможным. Здание должно было стать его монументальным сооружением, и он хотел, чтобы все было как надо. Фирма Фостера выделила команду из 50 архитекторов, и в течение 2010 года раз в три недели они показывали Джобсу переработанные макеты и варианты. Снова и снова он выдвигал идеи, иногда предлагал совершенно новые формы и заставлял начинать заново и предоставлять ещё больше вариантов. В апреле 2006 года Стив Джобс объявил городскому совету Купертино, что Apple приобрела девять участков для строительства второго кампуса (The Apple Campus 2).
7 июня 2011 года Стив Джобс представил городскому совету города Купертино проект будущего кампуса.
15 октября 2013 года, после шестичасовой дискуссии, городской совет Купертино единогласно одобрил планы компании Apple по строительству нового кампуса. Вскоре после этого начались демонтажные работы по подготовке площадки для строительства.
Строительство должно было начаться в 2013 году, но из-за задержек стройка началась в 2014 году.
22 февраля 2017 года Apple представила официальное название кампуса «Apple Park» и название зрительного зала «Steve Jobs Theater», первое мероприятие в котором состоялось уже 17 сентября 2017 года. Несмотря на продолжавшиеся строительные работы, в апреле 2017 года кампус был открыт, при этом Apple заявила, что переезд более чем 12 000 сотрудников компании займёт более шести месяцев. В ноябре 2017 открылся Центр посетителей.

## Проектирование
Здесь есть великолепный внутренний двор посередине и даже больше. Само здание в форме круга, изогнуто по всему периметру. Эта не самая дешёвая постройка. Все стёкла в главном здании будут изогнуты. Вполне может быть, что мы создадим лучшее офисное здание в мире. Я точно уверен, что студенты-архитекторы будут приезжать сюда, чтобы на него взглянуть.
Оригинальный текст (англ.)It's got a gorgeous courtyard in the middle, and a lot more. It's a circle, so it's curved all the way round. This is not the cheapest way to build something. Every pane of glass in the main building will be curved. We have a shot, at building the best office building in the world. I really do think that architecture students will come here to see it.
— Стив Джобс

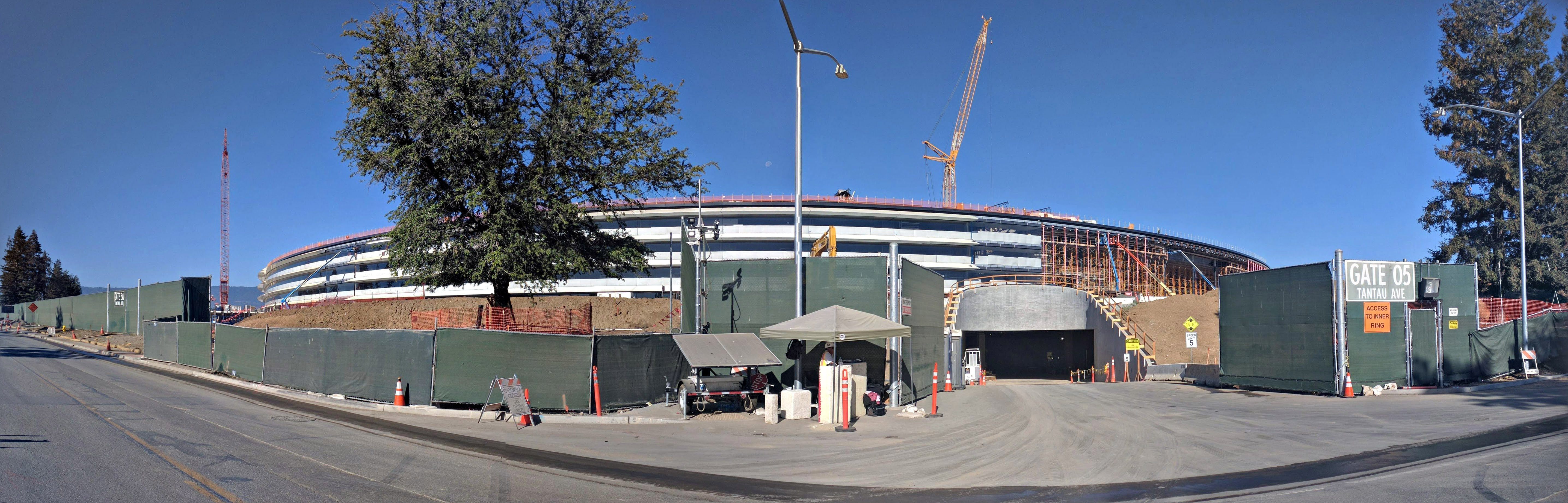
Панорама строительства кампуса. Июль 2016 года

Это оказалось последним публичным выступлением Джобса до его смерти в октябре 2011 года.
Кольцеобразное здание, которое рекламировали как «идеальный круг», изначально не планировалось как таковое. Периметр окружности круглого здания составляет одну милю с диаметром 461 м. Круглое здание будет четырёхэтажным, а под землёй будут расположены ещё три этажа. Во избежание проблем при строительстве ещё на стадии проектирования были созданы макеты всех частей здания в натуральную величину.
Во внутренней части круглого здания площадью в 12 га будет разбит парк с фруктовыми деревьями и извилистыми дорожками, вдохновлёнными фруктовыми садами Калифорнии. Также там будет устроен и пруд.
Дороги и парковочные места скрыты под землёй. Стены кампуса выполнены из стекла. В самом здании будет около 7700 м² помещений для заседаний.
Стив Джобс не хотел, чтобы были видны швы и зазоры: он желал, чтобы была выполнена чистая подгонка поверхностей. Своё вдохновение Стив черпал из Главной площади Стэнфордского университета.
Вся древесина, используемая для отделки интерьера, должна быть из отдельных видов клёна. Apple работает со строительными компаниями из 19 стран мира для проектирования и поставки материалов.
Межэтажные перекрытия (пол и потолок) в здании будут выполнены из железобетонных плит, внутри которых будут проложены коммуникации. В общей сложности для строительства будет использовано 4300 таких плит. Некоторые из них весят 27 тонн.

## Стоимость
Стоимость земельного участка составляет 160 млн $. Стоимость проекта изначально оценивалась в 500 млн $. Однако в 2013 году была произведена переоценка, и в результате общая стоимость составила свыше 5 млрд $.

## Расположение

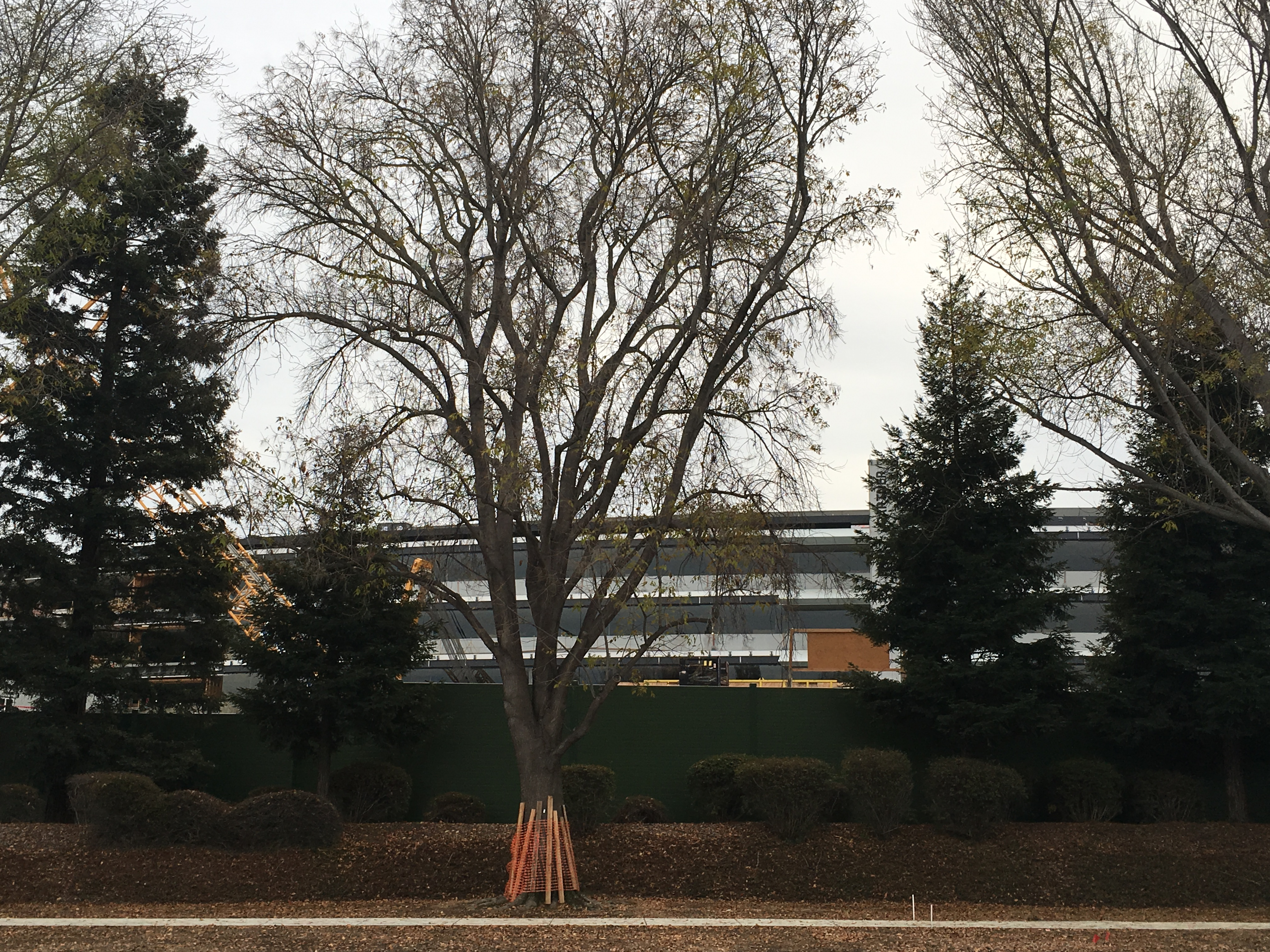
Строительство Apple Campus 2 в январе 2016 года

Компания Apple обосновалась в Купертино в 1977 году, именно поэтому было принято решение построить новый кампус поблизости вместо того, чтобы переехать в более дешёвое место. Кампус расположен в одной миле к востоку от старого офиса. Рядом с кампусом находится загрязнённый участок подземных вод.

## Сооружения

### Кафе
В кампусе семь кафе, самое большое из которых занимает три этажа и способно принять 3000 посетителей. В мезонине площадью 1900 м² могут разместиться 600 человек и ещё 1750 мест находятся снаружи на террасе. Ежедневно кафе готовит 15 000 обедов, которые выкладываются на 500 столов, сделанных из твёрдого белого дуба. Каждый стол имеет 5,5 метров в длину и 1,2 метра в ширину.
Столы и скамейки напоминают те, которые можно видеть в Apple Store. Двери в главный ресторан — высотой 28 метров.

### Конференц-зал (Театр)
Театр назван в честь Стива Джобса и располагается на вершине холма в кампусе. Он вмещает 1000 посетителей и предназначен для проведения презентаций новых продуктов Apple. Рядом будет расположена стоянка на 350 мест.
В 2017 году проведут первую в этом зале презентацию и WWDC 2017
У театра будут прозрачные стены из стекла, а крыша — из углепластика. Прозрачность стен обеспечит лучший обзор как изнутри, так и снаружи театра. Крыша из углеродного волокна, одного из самых прочных и лёгких материалов, будет полностью поддерживаться стеклянными стенами. Крыша весом 73 тонны изготовлена из 44 идентичных панелей. Каждая панель длиной 21 метр и шириной 3,4 метра крепится посередине к другим панелям.

### Оздоровительный центр
Центр площадью 9000 м² расположен в северо-западной части кампуса. Он может обслуживать до 20 000 работников города Купертино. Помимо тренажёров, в фитнес-центре будут представлены и прочие услуги и удобства, такие как раздевалки, душевые, прачечная и залы для групповых занятий.

### Научно-исследовательская лаборатория
Два больших здания площадью 28 000 м² в южной части кампуса построены вдалеке, чтобы не попадаться на глаза. На верхнем этаже располагается научно-исследовательская лаборатория, руководит которой Джонатан Айв.

### Стоянка автомобилей
Для стоянки автомобилей построено два четырёхэтажных здания с подземными уровнями. Парковка рассчитана на 14 200 рабочих компании, в то время как правила города Купертино требуют 11 000 парковочных мест.
После открытия Apple Park будут доступны 700 зарядных станций на стоянке.
Подземный гараж рассчитан на 2000 парковочных мест. Стоянка будет управляться с помощью датчиков и соответствующих приложений, что позволит управлять движением и более рационально использовать свободные места.
Помимо мест для автотранспорта предусмотрено 2000 мест для велосипедов.

### Экскурсионный центр для посетителей
North Tantau Avenue Visitor Center является двухэтажным строением площадью 1870 м², внутри которого располагается кафе площадью 221 м², обзорная площадка с видом на кампус и Apple Store. Ориентировочная стоимость центра составляет 80 млн $. Подземный гараж, рассчитанный на 700 мест, ориентировочно стоит 26 млн $.
Там же будут 1000 велосипедов для сотрудников, чтобы они могли перемещаться по длинным велосипедным и беговым дорожкам кампуса площадью 71 га. Центр для посетителей является единственной частью Apple Park, которую могут посещать туристы.

### Центр разработчиков
Центр разработчиков Apple Park — это двухэтажное здание через дорогу от Центра для посетителей Apple Park по адресу 10500 North Tantau Avenue. Строительство началось в мае 2021 года, а открытие состоялось 6 июня 2022 года во время WWDC.

## Озеленение
После завершения строительства 80 % территории будут занимать зелёные насаждения. Большой двор в центре главного здания будет засажен абрикосовыми, оливковыми и яблоневыми садами, а возле кафе будет огород с лекарственными растениями. Растения, выбранные для озеленения кампуса, устойчивы к засухе. Переработанная вода будет использоваться для орошения деревьев.
Компания наняла ведущего арбориста, Дэйва Маффли (Dave Muffly) из Стэнфордского университета, для культивирования природной среды Калифорнии вокруг кампуса. Среди 9000 деревьев будет более 309 разновидностей местных видов, включая дуб (см. дубовая саванна), плодовые деревья, в том числе абрикос, яблоня, слива, вишня и хурма. Дополнительно 6 га засеют родными травянистыми сообществами Калифорнии. Из 4506 деревьев прежнего кампуса 1000 будет пересажена в новый кампус. Арборист компании выращивает более 4600 саженцев в разных питомниках для их последующей пересадки на территорию кампуса. Деревья будут как молодые, так и взрослые, как местной флоры, так и засухоустойчивые, которые должны хорошо прижиться в засушливом округе Санта-Клара.
Деревья по периметру будут сохранены и станут живой изгородью.

## Внутренний двор
Внутренний двор площадью в 30 га — с прудом, засажен фруктовыми деревьями.

## Энергия
Комплекс зданий получает возобновляемую энергию и таким образом является одним из самых энергоэффективных зданий в мире. Солнечные панели суммарной мощностью в 17 МВт, установленные на крыше здания, покрывают 75 % потребностей в электроэнергии. Недостающие 4 МВт мощности будут вырабатываться тут же при помощи топливных элементов Bloom Energy Server, которые работают на биотопливе или природном газе. Воздух может свободно циркулировать внутри и снаружи здания, обеспечивая естественную вентиляцию, что исключает необходимость в ОВК-системе в течение девяти месяцев в году.